# تصاویر و واژه‌ها
| بررسی انتقادی                    | بررسی انتقادی |
| منبع                             | رتبه‌بندی      |
| -------------------------------- | ------------- |
| آل‌میوزیک                         | [ ۴ ]         |
| Collector's Guide to Heavy Metal | ۸/۱۰          |
| متال استورم                      | ۹٫۶/۱۰        |
| Rock Hard                        | ۱۰/۱۰         |
| سلکت                             | ۲/۵           |

تصاویر و واژه‌ها (انگلیسی: Images and Words) دومین آلبوم استودیویی گروه پراگرسیو متال آمریکایی دریم تیتر است که در ۷ ژوئیه ۱۹۹۲ از طریق اتکو رکوردز منتشر شد. این نخستین آلبوم گروه است که در آن جیمز لابری به‌عنوان خواننده حضور دارد. از زمان انتشار، این آلبوم جایگاه خود را به عنوان موفق‌ترین آلبوم استودیویی گروه از نظر تجاری حفظ کرده است و قطعهٔ «مرا به زیر بکش» (Pull Me Under) از موفق‌ترین ترانه‌های گروه تا به امروز بوده است. این ترانه همچنین در سال ۲۰۰۸ در بازی ویدیویی گیتار هیرو: تور جهانی قرار گرفت.